# Castello di Schiedberg

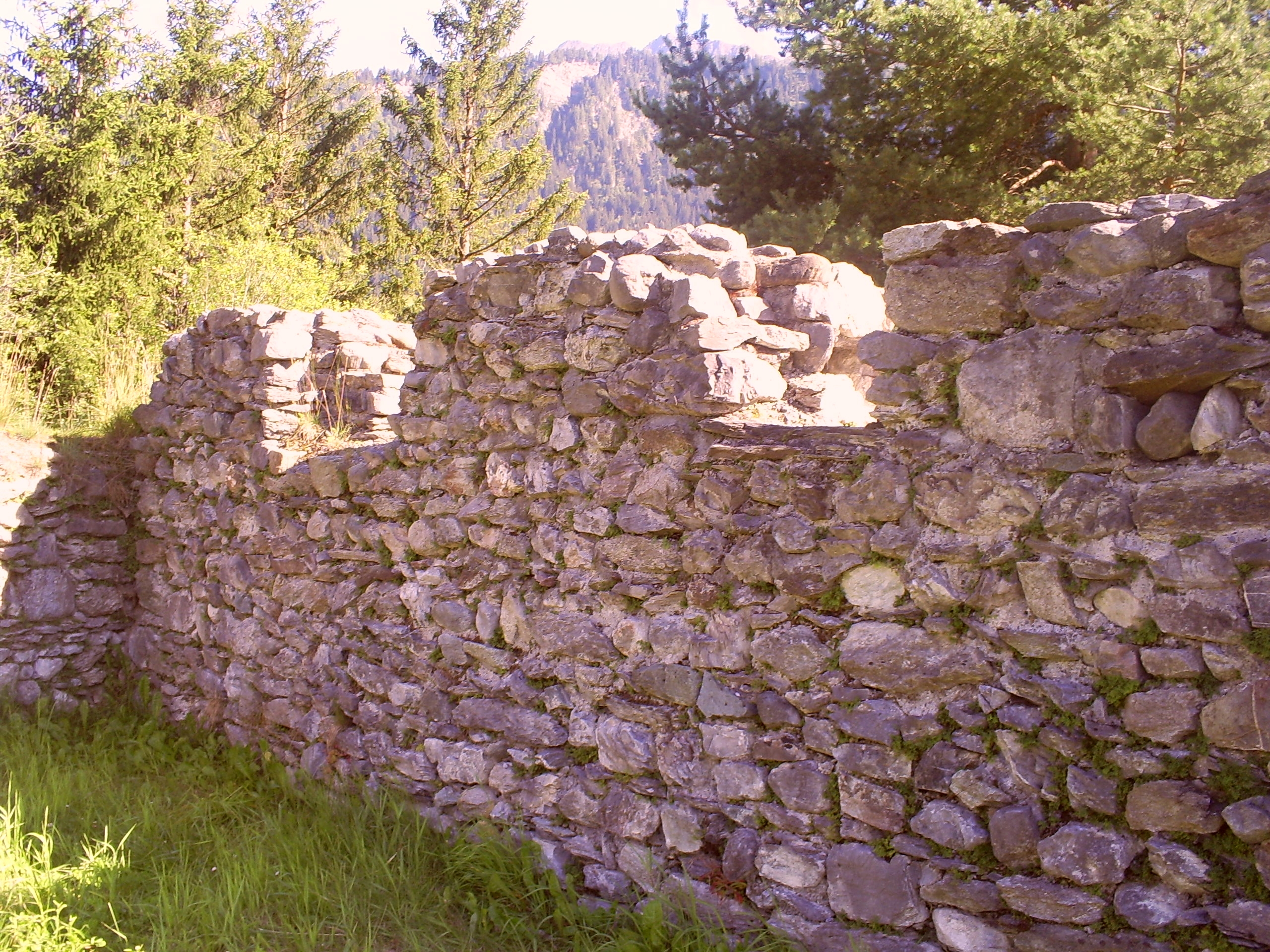
Il castello di Schiedberg

Il castello di Schiedberg fu una fortificazione, oggi in rovina, eretta presso Sagogn, nel Canton Grigioni, in Svizzera. Sorgeva su una collina che domina la valle di Foppa dove ora le rovine sono nascoste da una fitta boscaglia.

## Storia
La fortificazione si erge strategicamente a ridosso della Ruinaulta, una valle trasversale al Reno attraversata da un fiume che nei secoli ha scavato profondi canyon nella roccia, e che rappresenta una barriera naturale lungo la strada che dal Lucomagno porta a Coira. Per lo stesso motivo il sito era probabilmente utilizzato quale fortezza già dai Reti (che lo chiamavano Patnal) nel 1500 a.C. e, successivamente, anche dai Romani a partire dal 15 a.C. Il testamento del vescovo di Coira Tellone riferisce della costruzione indicando espressamente il termine castello già nel 765 ed è probabile che per i secoli successivi Schiedberg rappresentasse l'esempio di costruzione militare più imponente della Surselva.
A partire dal 1137, con Chuno De Segannio (Chuno da Sagogn), il castello divenne la dimora dei locali signori feudali. La tradizione orale del paese tramanda che il Schiedberg fu distrutto nel 1352 a seguito dei conflitti tra i von Belmont (signori di Flims e casato dominante nella regione) e i von Werdenberg (Belmonterkrieg). È probabile che il Schiedberg sia stato parzialmente raso al suolo durante la battaglia di Mundaun (avvenuta quello stesso anno alle pendici dell'omonimo monte) che mise di fronte un'armata capitanata da Walther Von Belmont (formata da sudditi di Flims, della Foppa e della Val Lumnezia) ai cavalieri di Rodolfo III di Monfort-Feldkirch. La vittoria dei Belmont riesce a contenere le mire espansionistiche dei Von Werdenberg nella regione.
Negli anni sessanta, grazie a scavi archeologici nella zona, la struttura fu parzialmente riportata alla luce. In questa circostanza furono inoltre scoperte, sulla collina adiacente, le fondamenta di una chiesa risalente al 760 circa (menzionata a sua volta nel già citato testamento di Tellone). La chiesa, riservata probabilmente all'uso esclusivo dei signori feudali, era intitolata a san Colombano e disponeva di un coro a ferro di cavallo.
Secondo gli studiosi che parteciparono agli scavi è probabile che il fulcro originario del comune di Sagogn si trovasse proprio su questa collina, fosse dotato di un sistema d'irrigazione e fosse collegato al castello.

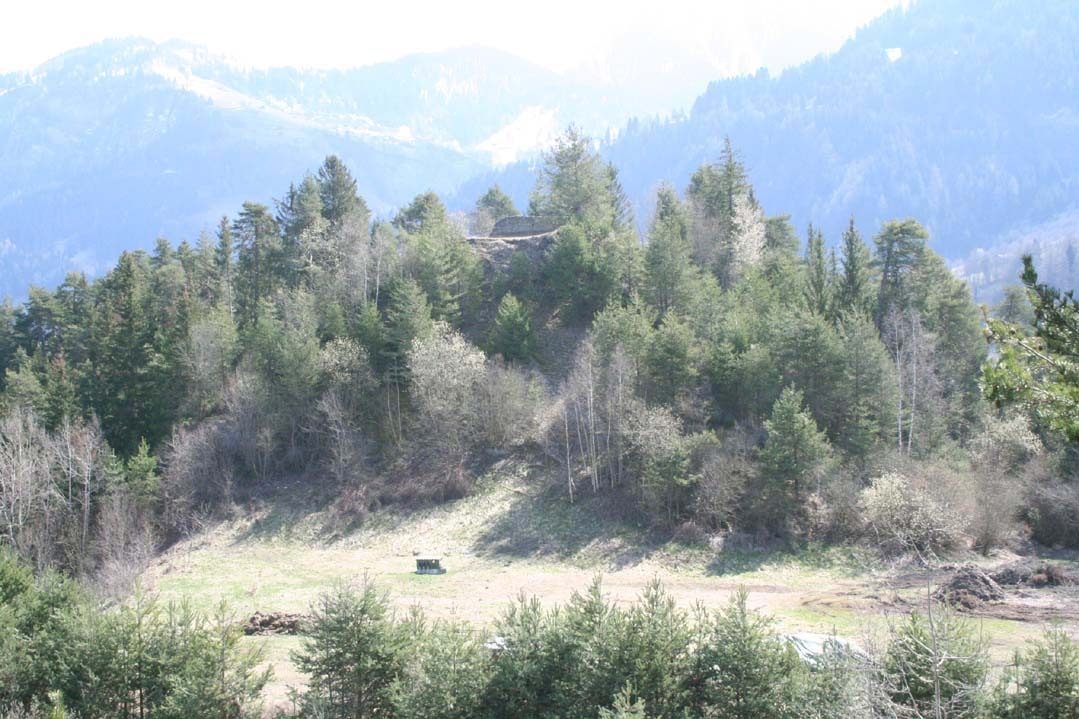
la collina e la boscaglia che nascondono le rovine del castello